# L'arca di Noè (Franco Battiato)
L'arca di Noè è il dodicesimo album in studio di Franco Battiato, pubblicato nel dicembre 1982 dall'etichetta EMI.
Ha venduto circa 550 000 copie piazzandosi al numero 1 e rimanendo in classifica per molti mesi; fu il secondo album più venduto del 1983, secondo solo al celeberrimo Thriller di Michael Jackson.

## Descrizione
Per la produzione del suo nuovo album, Battiato decise di discostarsi dalle atmosfere che avevano caratterizzato La voce del padrone. Pur mantenendo alcune sonorità già presenti nelle precedenti produzioni, le tematiche divennero più oscure e pessimistiche.
Gran parte dei musicisti erano quelli che avevano già partecipato alla realizzazione dei precedenti dischi dell'autore. Oltre a Pio, Destrieri e Radius, all'epoca fidati collaboratori di Battiato, il basso era affidato a Paolo Donnarumma e la batteria ad Alfredo Golino (entrambi già sezione ritmica de La voce del padrone), mentre i cori erano dei Madrigalisti di Milano. Si evidenziava inoltre un maggior spazio dato all'elettronica, con l'utilizzo di strumenti come il fairlight e il sequencer. I testi delle canzoni Clamori e L'esodo erano di Henri Thomasson, sotto lo pseudonimo di Tommaso Tramonti.
Il brano di maggior successo, in grado di rimanere nella memoria collettiva, fu Voglio vederti danzare. Scalo a Grado venne usata nel film Bianca di Nanni Moretti e Radio Varsavia in Chiamami col tuo nome di Luca Guadagnino.

## I brani

### Clamori
Il brano, come molti altri dell'artista, contiene riferimenti a concetti della filosofia gurdjieffiana, che Battiato esplorò in quegli anni. In particolare, nel verso "Il mondo è piccolo, il mondo è grande, e avrei bisogno di tonnellate d’idrogeno", l'artista fa riferimento all'idrogeno, un concetto chiave nel pensiero di Georges Ivanovich Gurdjieff, che lo utilizza per spiegare il nutrimento necessario per l'evoluzione interiore dell'uomo. Secondo Gurdjieff, nell'ambito della sua teoria del Raggio di Creazione, l'idrogeno rappresenta una sostanza fondamentale che alimenta i centri superiori della coscienza umana. Nella sua opera Quarta Via (1974), Gurdjieff descrive l'idrogeno come una forma di energia che si suddivide in diverse densità, ogni una delle quali corrisponde a un "grado" specifico di coscienza. Il concetto di "tonnellate d’idrogeno" usato da Battiato nel brano suggerisce il bisogno di accumulare questa energia per favorire lo sviluppo spirituale e la realizzazione di questi centri superiori, un passo verso una maggiore consapevolezza e auto-evoluzione.

### New Frontiers
Il brano esplora temi filosofici e spirituali, con un particolare riferimento alla necessità di un’evoluzione interiore precedentemente all'evoluzione sociale. In uno dei passaggi più significativi, il verso "L’evoluzione sociale non serve al popolo se non è preceduta da un’evoluzione di pensiero" esprime una riflessione sulla priorità della crescita individuale e mentale rispetto ai cambiamenti sociali. Questa affermazione rimanda a un concetto centrale della filosofia gurdjieffiana, secondo cui l'evoluzione della società non può essere fruttuosa senza un'adeguata evoluzione della coscienza e del pensiero individuale. Gurdjieff, infatti, sosteneva che il miglioramento delle strutture sociali dovesse partire dalla trasformazione interiore dell'individuo, un cambiamento che avrebbe dovuto coinvolgere i "centri superiori" della coscienza, come parte di un processo evolutivo globale.

## Pubblicazione
L'album venne presentato il 30 novembre 1982 al Circolo della Stampa di Milano, davanti a una platea di cinquanta giornalisti, in vista dell'uscita dello stesso prevista per il 3 dicembre. Nell'occasione, Battiato espresse la volontà di non intraprendere un tour promozionale di concerti e si disse convinto di poter ripetere gli ottimi risultati ottenuti con il precedente La voce del padrone.
L'arca di Noè ricevette pareri contrastanti dalla critica. In particolare Gianfranco Manfredi sul quotidiano La Stampa, pur lodando la qualità tecnica dell'album, accusò Battiato di avere inserito nel disco "la cultura della nuova destra", con riferimento in particolare alle canzoni Radio Varsavia e L'esodo, polemica a cui Battiato rispose (l'analogo argomento della repressione in Polonia sarà trattato anche da Pierangelo Bertoli, noto cantautore schierato a sinistra, in Varsavia, senza ricevere accuse simili): «Non capisco cosa ci trovano nelle mie canzoni che si possa avvicinare alla loro ideologia che è esattamente all'opposto di ciò che dico io. All'opposto».

### Promozione
Per la promozione del nuovo disco, nel settembre 1982 venne realizzato un filmato di mezz'ora girato tra Tunisia, Libia e Algeria in cui Battiato canta cinque delle sette canzoni contenute ne L'arca di Noè. Tale filmato venne proiettato in prima assoluta a Saint-Vincent il 15 dicembre per la sola stampa specializzata, per poi essere  trasmesso da RaiUno nel febbraio del 1983, all'interno della trasmissione Mister Fantasy, e successivamente replicato in varie occasioni su RaiTre. Carlo Massarini, conduttore di Mister Fantasy, dedicò inoltre a Battiato uno speciale nel dicembre del 1982.

## Tracce
Testi di Franco Battiato, tranne dove indicato; musiche e arrangiamenti di Franco Battiato e Giusto Pio.
Lato A
1. Radio Varsavia – 4:09
2. Clamori – 4:28 (testo: Tommaso Tramonti)
3. L'esodo – 5:14 (testo: Tommaso Tramonti)

Durata totale: 13:51
Lato B
1. Scalo a Grado – 3:33
2. La torre – 3:37
3. New Frontiers – 3:16
4. Voglio vederti danzare – 3:39

Durata totale: 14:05

## Formazione
- Franco Battiato – voce
- Pietro Pellegrini – sintetizzatore, programmazione
- Luigi Tonet – sequencer
- Shane Dempsey – sintetizzatore, programmazione
- Alberto Radius – chitarra
- Filippo Destrieri – tastiera
- Paolo Donnarumma – basso
- Alfredo Golino – batteria
- Giusto Pio – violino
- I Madrigalisti di Milano – cori